# 六戸町立開知小学校
六戸町立開知小学校（ろくのへちょうりつ かいちしょうがっこう）は、青森県上北郡六戸町犬落瀬にあった公立小学校。2025年3月をもって、当校を含む町内全小中学校を統合した六戸町立義務教育学校六戸学園の開校により閉校した。

## 概要
六戸町の北西部にある小学校で、町内の小学校では最も小さい規模になっている（2024年現在）。ほとんどの児童は学区内の六戸町立七百中学校に進学する。全校児童は、61名（2024年現在）。

## 沿革
- 1997年（平成9年）4月1日 - 七百小学校、昭陽小学校を統合し、開知小学校として創立[4][5]。
- 1999年（平成11年）4月 - 給食を開始[6]。
- 2009年（平成21年）3月 - 校舎改築工事が完了[7]。
- 2010年（平成22年） - 講堂を改築[8][9]。
- 2024年（令和6年）11月23日 - 閉校記念式典を開催[10]。
- 2025年（令和7年）3月31日 - 本校を含む町内全小中学校を統合した六戸町立義務教育学校六戸学園開校により閉校[1]。

## 施設概要
主な施設。
- 校舎
  - 普通教室棟 - 2009年竣工の鉄筋コンクリート造りで、面積は1,742平方メートル[8]。
  - 特別教室棟 - 1983年竣工[6][11]。
- 屋内体育館 - 2010年竣工の鉄筋コンクリート造りで、面積は778平方メートル[8]。
- 校庭 - 面積は9,054平方メートル[11]。

## 学区
古里、堀切、七百、ひばりケ丘住宅、根古橋、沖山平、ふるさと団地、沖山、大原、岡沼、金矢。

## アクセス
- 六戸町民バス金矢・岡沼線「開知小学校」停留所下車。
- 六戸町役場から、
  - 上述の六戸町民バスで、「役場」停留所から「開知小学校」停留所まで18分。
  - 車で、約5.3km・約10分。
- 青い森鉄道三沢駅から、十和田観光電鉄バス「十和田～三沢線」（電車代替バス）で、七百停留所(七百駅代替)まで11分～13分、下車後徒歩約555m・約9分。
- 第二みちのく有料道路六戸出入口から、車で約8.1km・約15分。

## 周辺
- 青森県道10号三沢十和田線[12]
- 青森県道211号折茂上北町停車場線[12]
- 十和田観光電鉄十和田観光電鉄線七百駅 - 2012年に廃止[12]

## 主な卒業生
- 金渕光希 - 2024年育成ドラフトで、横浜DeNAベイスターズから3位指名され、六戸町出身者としては、24年ぶりのプロ野球選手となった[13]。